# Elliott Jeffcoat
Elliott Jeffcoat (Batesburg-Leesville, ...) è un ex giocatore di football americano statunitense, che ha giocato come defensive back..